# Ignatius von Senestrey

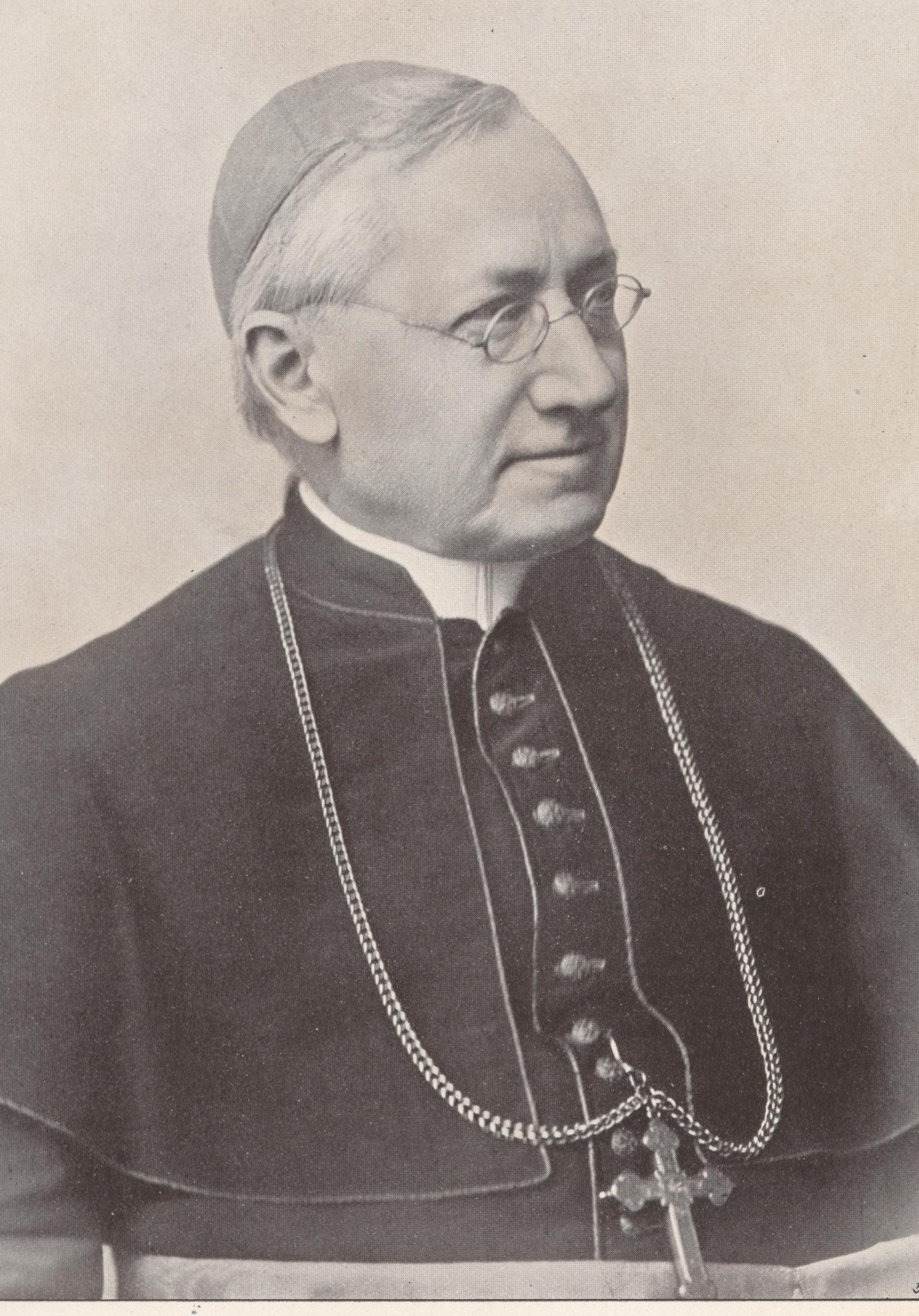
Bischof Ignatius von Senestrey

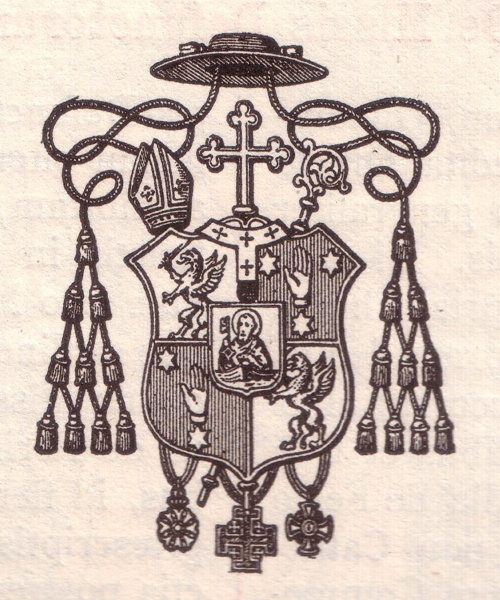
Wappen als Bischof von Regensburg und persönlicher Erzbischof mit Pallium ehrenhalber (1858–1906)

Totenzettel von Ignatius von Senestrey

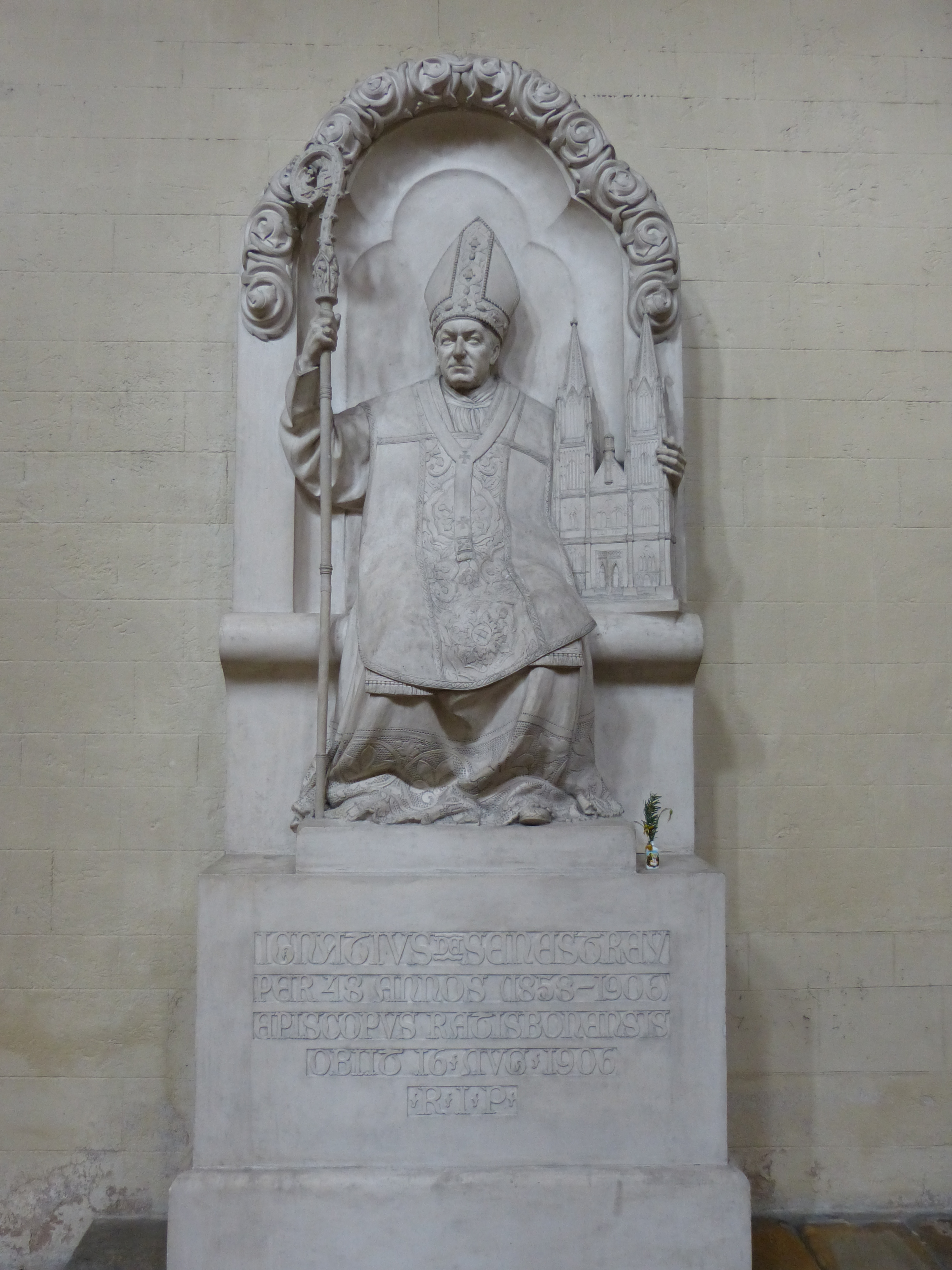
Grabmal von Ignatius von Senestrey in St. Jakob, Regensburg

Ignatius Senestrey, mitunter Senestréy geschrieben, seit 1858 von Senestrey (* 13. Juli 1818 in Bärnau; † 16. August 1906 in Regensburg), war von 1858 bis 1906 Bischof von Regensburg.

## Leben
Ignatius wurde als Sohn des Landgerichtsassessors Karl Georg Ignatius Senestrey und dessen Ehefrau Anna, geb. Gmeiner, geboren. Die Familie des Vaters stammte ursprünglich aus Graubünden, wo sie noch den Namen Senestraro trug. Er durchlebte in Bärnau eine nach eigenen Angaben eher bildungsferne, von körperlicher Arbeit geprägte Kindheit. Durch Vermittlung des Ortspfarrers konnte er aber ab 1829 das Gymnasium in Amberg, ab 1834 das Ludwigsgymnasium in München besuchen. 1836 entschloss sich Senestry, Priester zu werden und besuchte das Collegium Germanicum in Rom. Dort absolvierte er allerdings zunächst ein Studium des Philosophie, das er 1839 mit der Promotion abschlossen. Nach dem anschließenden Theologie-Studium empfing er am 19. März 1842 in Rom die Priesterweihe. Aufgrund schwerer Erkrankung, aufgrund derer ihm bereits die Sterbesakramente gereicht wurden, kehrte er nach Bayern zurück. Nach verschiedenen Stationen als Seelsorger wurde er 1858 von Papst Pius IX. zum Bischof von Regensburg ernannt. Die Bischofsweihe spendete ihm am 2. Mai 1858 der Kurienkardinal Flavio Chigi. Im selben Jahr erwarb Senestrey durch eine Promotion in Theologie einen zweiten Doktorgrad und wurde von König Max II. nobilitiert.
Senestrey stand stets auf der Seite des Papstes. Seine Ernennung zum Bischof löste öffentliche Proteste aus. Während des Ersten Vatikanischen Konzils war er ein strikter Befürworter des Dogmas der päpstlichen Unfehlbarkeit. Auch im Streit der Kirche mit weltlichen Herrschern ergriff er konsequent Partei für Rom; so forderte er etwa 1869 in einer Predigt in Schwandorf offen die Absetzung von König Ludwig II. Die Berufung Senestreys auf die Regensburger Kathedra war vor allem im Domkapitel nicht auf Begeisterung gestoßen, als am 27. Januar 1858 die Nomination in Regensburg bekannt wurde. Konservative warfen ihm eine zu große Staatshörigkeit vor, Liberale sahen in ihm den Jesuitenzögling, weil er am Germanikum studiert hatte. Auch innerhalb des bayrischen Episkopates waren die Bischöfe gespalten. In dieser Stimmung wurde Senestrey am 2. Mai vom päpstlichen Nuntius als Zeichen der Wertschätzung, die ihm vom Vatikan entgegengebracht wurde, offiziell inthronisiert. Er machte zu dieser Zeit den Publizisten Willibald Apollinar Maier zu seinem Bischofssekretär.
Die Domherren überreichten Senestrey eine „Rechnung“ für die Feierlichkeiten anlässlich seiner Bischofsweihe, die sie gemäß der diözesanen Primizordnung erstellt hatten. Senestrey weigerte sich, die Kosten zu begleichen.
Bald nach der Übernahme der Amtsgeschäfte ließ der Bischof nicht nur die Gemächer in den ehemaligen Damenstift Niedermünster verlegen, sondern leitete auch die Bauarbeiten am Dom ein. Die beiden Turmstümpfe wurden von 1859 bis 1869 vollendet und gaben der Westfassade des Regensburger Doms ihr heutiges Aussehen.
Es gelang Senestrey, das Schottenkloster St. Jakob, das vor dem Hintergrund seines exterritorialen Status die Klosterauflösungen der Säkularisation 1803 nach dem Übergang Regensburgs an Bayern 1810 überstanden hatte, im Jahr 1862 „wegen Personalmangels“ von Papst Pius IX. auflösen und dem Bistum Regensburg übertragen zu lassen. Nach Umbaumaßnahmen zwischen 1866 und 1872 bezog das Priesterseminar des Bistums die ehemaligen Klosterräume. Senestrey bestimmte seine spätere Grablege in der Kirche des Schottenklosters, der späteren Seminarkirche.
Auf dem Ersten Vatikanischen Konzil trat Ignatius von Senestréy mit Nachdruck für die Definierung der päpstlichen Unfehlbarkeit ein.
Im Frühjahr 1877 ließ eine angebliche Wunderheilung im Weiler Mettenbuch den schon vorher auf Grund der Schilderungen von „wundergesichtigen Kindern“ entstandenen Wallfahrerstrom anschwellen. Senestrey war jedoch wie der Ortspfarrer misstrauisch und ließ die Kinder in verschiedenen Klöstern isoliert verhören. Als Ergebnis ließ Senestrey am 23. Januar 1879 in allen Kirchen seines Bistums einen Hirtenbrief verlesen, der die Mettenbucher Erscheinungen als unecht bezeichnete. Trotz der Ablehnung lebt die Mettenbucher Wallfahrt zur „Trösterin der Betrübten“ bis heute weiter.
In seiner Zeit als Regensburger Bischof geriet er unter den Einfluss der Mystikerin Louise Beck, die (wohl zum Teil auch durch Erpressung) immer stärkeren Einfluss auf seine Amtsführung und sein Leben gewann und über ihn die bayerische Kirchenpolitik beeinflusste. Als sie am 9. August 1879 starb, äußerte Senestrey, er wisse nun nicht mehr, wie er die Diözese leiten solle.
Senestrey initiierte (auch mit Beteiligung Konstantin von Schaezlers) ein – letztlich nicht erfolgreiches – posthumes Inquisitionsverfahren gegen seinen Vorgänger im Amt Johann Michael Sailer.
Im letzten Jahrzehnt des 19. Jahrhunderts wurde er mit dem Ehrentitel des Erzbischofs ad personam und dem Pallium ausgezeichnet.